# Tallapragada Subba Row

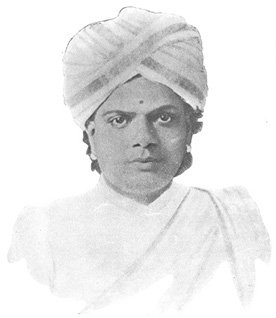
T. Subba Row

Tallapragada Subba Row (Kakinada, Andhra Pradesh, 6 juli 1856 – Chennai, 24 juni 1890) was een Indiase advocaat en theosoof.

## De eerste jaren
Tallapragada Subba Row (Tallapragada Subba Row) werd geboren in een (Advaita Vedanta) Brahmaanse familie. Zijn vader stierf toen hij een baby van 6 maanden was. Hij werd door zijn oom opgevoed.
Subba Row volgde onderricht aan de Coconada Hindu School. Hij slaagde voor zijn toelatingsexamen en in 1872 ging hij naar het Madras Presidency College. Al vlug werd duidelijk dat hij een zeer intelligente student was. Hij behaalde zijn Bachelor of Arts in 1876. Later dat jaar werd hem door T. Madhava Row een baan aangeboden bij de High Court of Baroda State. Hij bleef er een jaar en keerde dan naar Chennai (Madras) terug. Hij studeerde rechten en behaalde zijn Bachelor of Law, een jaar later. Om ervaring op te doen ging hij werken bij Grant en Laing en werd pleiter aan de High Court in 1880. Zijn werk nam heel wat tijd in beslag en werd stilaan winstgevend. Subba Row kon echter aan zijn interesse voor filosofie niet weerstaan.

## Zijn occult leven
Nooit had Subba Row enige aanwijzing gegeven over zijn mystieke en occulte interesse. Zijn moeder was verbaasd. Toen Subba Row in contact kwam met de oprichters van de Theosophical Society, hoorde ze voor het eerst dat haar zoon voor deze zaken een enorme belangstelling had. Het eerste contact met leden van de Society begon, na het lezen van het tijdschrift The Theosophist, met het schrijven van brieven. Hij correspondeerde met Helena Petrovna Blavatsky en ook met Damodar Mavalankar. Na de eerste ontmoeting met o.a. Blavatsky en kolonel Henry Steel Olcott op 23 april 1882, leek het alsof lang vervlogen occulte ervaringen plots weer levend werden. Hij herkende Morya als zijn Meester en hield van toen af contact met hem. Mahatma Morya was ook Blavatsky's 'Meester M.'. Subba Row vertelde aan zijn moeder dat Blavatsky een groot Yogi was en dat hij, in haar bijzijn, heel vreemde gebeurtenissen had gezien.
Hoewel hij geen Sanskriet had geleerd, kende hij de taal zeer goed. Elk citaat uit de Bhagavad gita, Brahma Sutras of Upanishads kon hij meteen plaatsen. Zijn latere lezingen over de Bhagavad gita waren subliem en toonden zijn meesterschap over dit werk.

## Theosofische Vereniging
Op 23 april 1882 kwamen Blavatsky en Olcott aan in Chennai. Ze bezochten deze stad op uitnodiging van Subba Row. Tijdens een gesprek drong Subba Row erop aan om het hoofdkwartier van de Theosophical Society in Chennai te huisvesten. Zijn verzoek leidde uiteindelijk tot een goedkeuring. In december 1882 werd het hoofdkwartier van de Theosophical Society overgebracht naar Chennai.
In juni 1882 werd de Chennai Theosophical Society opgericht. Subba Row werd verkozen als secretaris van de Madras Branche. Later zou hij voorzitter worden van deze loge.

## Laatste jaren
In 1886 verbleef Subba Row heel vaak op het hoofdkwartier. De bibliotheek was toen de plaats waar schrijvers bijeenkwamen en waar vergaderingen gehouden werden. Subba Row maakte tevens gebruik van de bibliotheek voor zijn halfwekelijkse filosofische gesprekken. De samenwerking tussen Subba Row en Damodar verliep vlot. Beiden waren hindoes van een hoge kaste. Doordrongen van de tradities van de Aryavarta ijverden ze samen om de ethische en geestelijke herleving van hun land te bevorderen. Subba Row gaf in 1886 vier lezingen over de Bhagavad gita.
Eind december 1886 voltooide Blavatsky het eerste deel van De Geheime Leer. Ook aan Subba Row had ze gevraagd het werk te lezen en opmerkingen en verbeteringen te noteren. Subba Row wilde enkel het boek lezen. Hij merkte op dat er heel wat fouten vermeld stonden in het werk en dat, indien hij verbeteringen moest aanbrengen, hij het werk beter helemaal opnieuw kon schrijven. Blavatsky, teleurgesteld, hervatte het werk heel zorgvuldig. Ze verbeterde een groot aantal fouten en, met de hulp van Europese vrienden, werd De Geheime Leer het boek zoals we het nu kennen.
In 1887 ontstonden meningsverschillen tussen Subba Row en Blavatsky. Discussies over filosofische standpunten betreffende de indeling in zeven beginselen van zowel het universum als de mens, waren de oorzaak van de onenigheid. Als orthodoxe Brahmaan vertegenwoordigde Subba Row de Taraka Raja Yoga, terwijl Blavatsky de classificatie volgens de Trans-Himalaya-Broederschap uiteenzette. Ook met andere leden en met enkele van zijn Anglo-Indische helpers kreeg Subba Row het moeilijk. Volgens Basil Crump in Bhuddism (1928), dat hij samen met Alice Leighton Cleather schreef, wilden president Col. Olcott en de heren Sinnett, Hume en anderen van westerse geboorte een exoterische Society naar westerse standaard en weigerden esoterische filosofie te leren van Subba Row, omdat hij een Indiër was.  In 1882 was echter al gebleken, dat Subba Row geen praktische occulte leringen aan Sinnett kon doorgeven, onder de voorwaarden die Sinnett stelde. Volgens Subba Row was het voor Sinnett noodzakelijk eerst zijn levenswijze aan te passen. Subba Row had er moeite mee heilige kennis aan buitenlanders en leken te openbaren, omdat dat volgens de orthodoxie van de Brahmanen verboden is. 
Begin 1888 voelde Subba Row zich niet meer gelukkig in Adyar. In juni 1888 werd aangekondigd dat twee leden ontslag namen uit de Society: T. Subba Row en J.N. Cook. Eind november van datzelfde jaar richtte de Bombay Branche een verzoek aan het hoofdkwartier van de society. Gevraagd werd om Subba Row terug te halen naar de vereniging. Dit verzoek werd geweigerd.
Subba Row bleef geregeld het hoofdkwartier van de Society bezoeken. Zo ook de eerste week van april 1890. Kort daarna werd hij ziek. Subba Row stierf aan een mysterieuze, besmettelijke ziekte op 24 juni 1890. Een dag later werd hij, volgens de Hindoe traditie, gecremeerd. Blavatsky overleed in 1891.

## Werken
Tot zijn belangrijkste werken die Subba Row achterliet behoren zijn commentaren over de Bhagavad gita, Esoteric Writings en zijn Collected Writings in twee volumes.
- T. Subba Row Collected Writings, Compiled and Annotated by Henk J. Spierenburg, Volume 1 en 2. Point Loma Publications, 2001, 2002. ISBN 1-889598-30-5 and ISBN 1-889598-31-3

## Artikelen
- (en)  Notes on the Bhagavad Gita
- (en)  On the Bhagavad Gita
- (en)  Philosophy of the Gita
- (en)  First Ray in Buddhism
- (en)  What Is Occultism?
- (en)  Comments on the Idyll of the White Lotus
- (en)  Occultism of Southern India
- (en)  Personal and impersonal God
- (en)  Places of Pilgrimage
- (en)  12 signs of Zodiac